# Siempre en mi mente (álbum de Álex Ubago)
Siempre en mi mente es un álbum recopilatorio del cantante español Álex Ubago. Fue lanzado al mercado por Warner Music el 2 de octubre de 2007. Incluye CD + DVD.

## Lista de canciones
CD
1. ¿Que pides tú?
2. A gritos de esperanza
3. Sin miedo a nada (con Amaia Montero)
4. Hay que ver
5. Aunque no te pueda ver
6. Dame tu aire
7. Cuanto antes
8. Fantasía o realidad
9. Viajar contigo
10. Sigo buscando
11. Siempre en mi mente (de Juan Gabriel)
12. Temblando (tema extra) (Hombres G)
13. La estatua del jardín botánico (tema extra) (Radio Futura)
14. Esos ojos negros (tema extra) (Duncan Dhu)
15. Sigo aquí (tema extra) (B.S.O. El Planeta del Tesoro).

DVD
1. ¿Que pides tú?
2. A gritos de esperanza
3. Sin miedo a nada (con Amaia Montero)
4. Aunque no te pueda ver
5. Dame tu aire
6. Cuanto antes
7. Fantasía o realidad
8. Viajar contigo
9. Sigo buscando
10. Instantes
11. Siempre en mi mente
12. ¿Que pides tu? (Acústico)
13. A gritos de esperanza (Acústico)
14. Sin miedo a nada (Acústico)
15. Dame tu aire (Versiones en directo)
16. Aunque no te pueda ver (Versiones en directo)
17. Prefiero (Versiones en directo)

- Extras:

1. Fantasía o realidad (Documental)
2. Aviones de cristal (Como se grabó).

## Sencillos de difusión
- "Siempre en mi mente" (2007)